# Altinote euryleuca
Altinote euryleuca är en fjärilsart som beskrevs av Jordan 1910. Altinote euryleuca ingår i släktet Altinote och familjen praktfjärilar. Inga underarter finns listade i Catalogue of Life.